# Halcyon albiventris
Halcyon albiventris е вид птица от семейство Halcyonidae.

## Разпространение
Видът е разпространен в Ангола, Ботсвана, Габон, Замбия, Зимбабве, Република Конго, Демократична република Конго, Кения, Малави, Мозамбик, Намибия, Сомалия, Свазиленд, Танзания и Южна Африка.